# Bet ha-Arawa
Bet ha-Arawa (hebr. בית הערבה; pol. Dom Arava) – kibuc położony w Samorządzie Regionu Megillot, w Dystrykcie Judei i Samarii, w Izraelu. Członek Ruchu Kibuców (Ha-Tenu’a ha-Kibbucit).

## Położenie

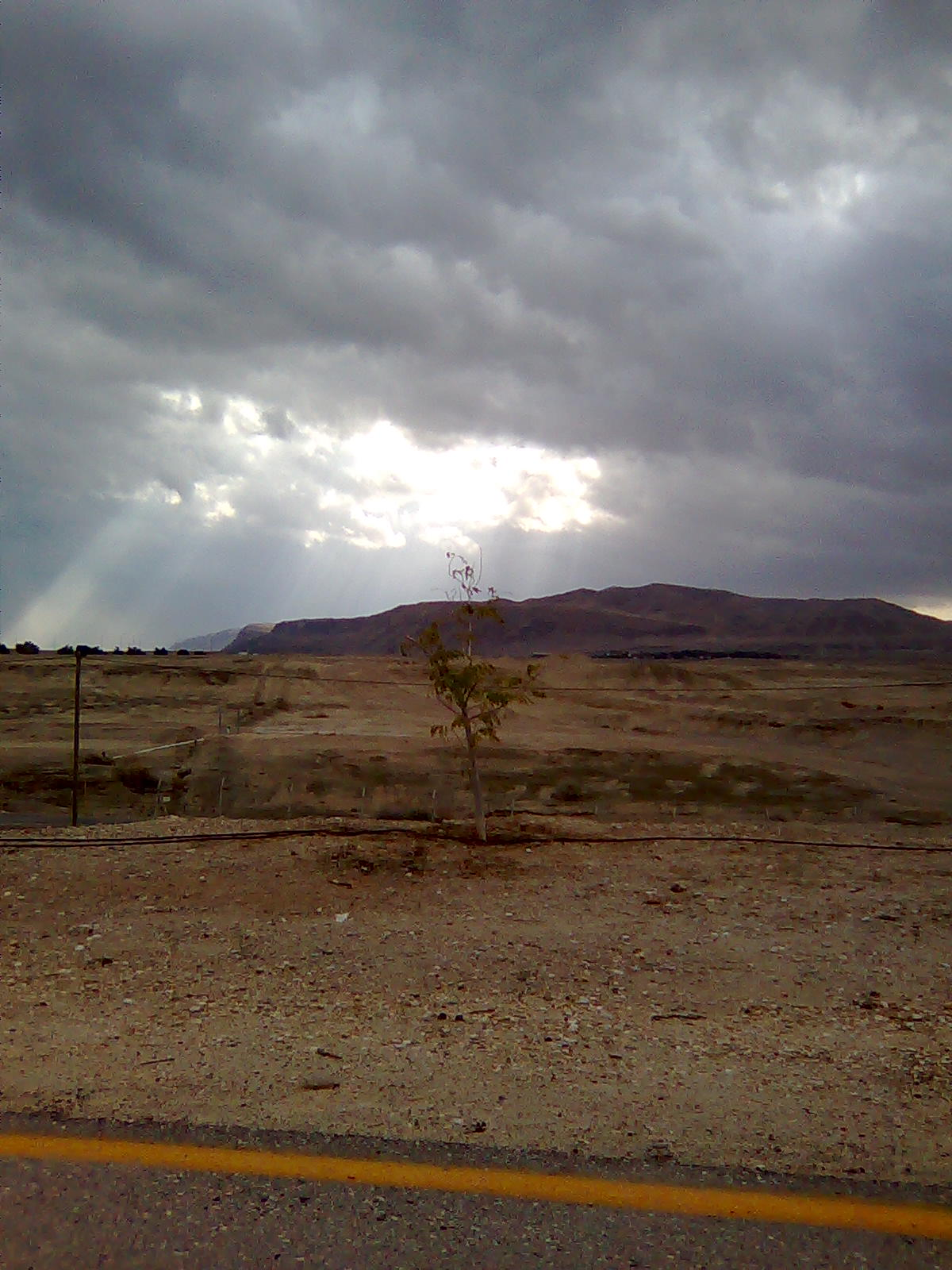
Okolica kibucu Bet ha-Arawa

Kibuc jest położony w depresji Rowu Jordanu, na wysokości 320 metrów p.p.m. Leży w odległości 4,5 kilometrów na północ od Morza Martwego i około 5 km na południowy wschód od miasta Jerycho.
Okolica jest pustynnym obszarem, w którym znajdują się jedynie nieliczne żydowskie osady o charakterze rolniczym.

## Demografia
Liczba mieszkańców Beit HaAravy:

## Historia

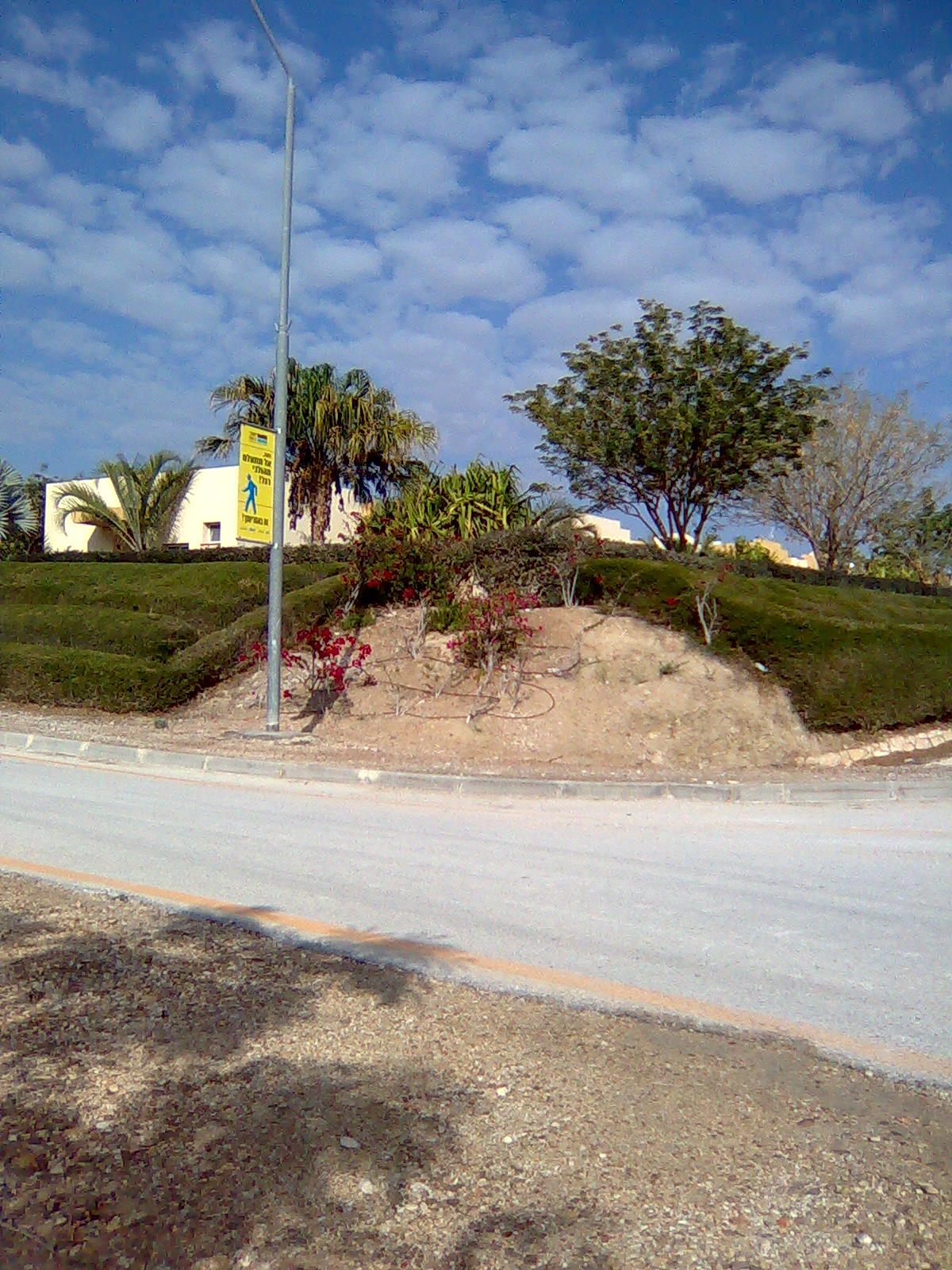
Kibuc Bet ha-Arawa

Historia powstania kibucu Bet ha-Arawa jest związana z dziejami grupy żydowskich imigrantów, którzy w 1938 przyjechali do Mandatu Palestyny z Niemiec. Osiedlili się oni w rejonie fabryki potasu, na południowym wybrzeżu Morza Martwego. W owym czasie nie istniała jeszcze fabryka wydobywająca potas w Sedom, z której pozyskane minerały mogłyby być transportowane do Beer Szewy. Zamiast tego, na południowym wybrzeżu Morza Martwego istniały stawy do parowania wody. Uzyskany w ten sposób potas, ładowano na barki i transportowano drogą wodną do przystani położonej na północnym wybrzeżu Morza Martwego. Następnie potas był pakowany do worków po 100 kilogramów, i wysyłany przez Jerycho do Jerozolimy oraz portów położonych na wybrzeżu Morza Śródziemnego. Trasę tę pokonywały konwoje ciężarówek. Grupa tych imigrantów oczekiwała na przyznanie im prawa do osiedlenia się w rejonie wsi Sefia w Transjordanii. Gdy czas oczekiwania przedłużał się, zaproponowali oni założenie nowej osady na północnym wybrzeżu Morza Martwego. W dniu 17 stycznia 1939 Agencja Żydowska wysłała agronoma Mosze Ajezicowicza z kibucu Ramat Rachel, z zadaniem sprawdzenia czy w tej okolicy istnieją warunki umożliwiające rozwój upraw rolniczych. W jego ocenie, istniała możliwość nawodnienia tutejszych gruntów słodką wodą z rzeki Jordan i uprawiania roślin. Na podstawie tej pozytywnej oceny, 8 maja 1939 utworzono kibuc Bet ha-Arawa. Jego nazwa nawiązywała do biblijnej osady Bet-Haaraba. Kibuc powstał nad rzeką Jordan, w odległości około 3 km na północ od jej ujścia do Morza Martwego. Powstał on nielegalnie, z naruszeniem brytyjskich przepisów.
Pierwsi osadnicy mieszkali w niewielkiej chacie, oraz w kilku namiotach rozbitych w jej otoczeniu. Pracowali oni przy budowie kanałów nawadniających pierwsze pola uprawne. Pod koniec sierpnia 1939 do grupy mężczyzn dołączyła pierwsza kobieta, która przejęła prowadzenie gospodarstwa domowego. Pod koniec grudnia w kibucu mieszkało już około 30 tymczasowych członków. W dniu 20 lutego 1940 odbyła się uroczystość wmurowania kamienia węgielnego pod pierwszy dom mieszkalny. Mieszkańcy kibucu pracowali przy rozładunku i transporcie potasu. Inni byli zatrudnieni w rolnictwie, dzięki czemu robotnicy fabryki potasu otrzymywali świeżą żywność.
Kibuc był położony w odizolowanej okolicy, mocno oddalonej od brytyjskich władz Mandatu Palestyny. Z tego powodu żydowska organizacja paramilitarna Hagana utworzyła tutaj ośrodek szkolenia członków kompanii szturmowych Palmach. Prowadzone w pustynnej okolicy ćwiczenia strzelania nie zwracały na siebie uwagi i mogły być swobodnie prowadzone. Niedaleko kibucu organizowano akcje przemytu nielegalnych żydowskich imigrantów, którzy przekraczali rzekę Jordan. W dniu 17 czerwca 1946 członkowie Palmach wysadzili położony w pobliżu most Allenby’ego. Po tym zamachu do kibucu wkroczyli brytyjscy żołnierze, którzy aresztowali prawie wszystkich mężczyzn. Zostali oni osadzeni w obozie dla internowanych w Latrun (przebywali w nim do początku lipca 1946). Podczas wojny domowej w Mandacie Palestyny na początku 1948 droga łącząca kibuc z Jerozolimą została zablokowana przez arabskie milicje, i fabryka potasu zawiesiła swoją działalność. Jedyna komunikacja była utrzymywana przez lekkie samoloty. Podczas wojny o niepodległość w dniu 15 maja siły jordańskiego Legionu Arabskiego przeszły przez most Allenby’ego i wkroczyły w obszar położony wokół miasta Jerycho. Mieszkańcy kibucu prowadzili negocjacje z jordańskimi dowódcami, usiłując uzyskać ich zgodę na zachowanie neutralności tego regionu. Gdy zakończyły się one niepowodzeniem, w dniu 20 maja przeprowadzono ewakuację mieszkańców kibucu. Przewieziono ich barkami na południowe wybrzeże Morza Martwego. Jordańscy żołnierze i arabscy ochotnicy zajęli, oraz całkowicie zniszczyli kibuc. Znaleźli oni schronienie w kibucu Szefajim, ale później podzielili się na dwie grupy i w 1949 założyli kibuce Geszer ha-Ziw oraz Kabri w Zachodniej Galilei.
Gdy w 1967 po wojnie sześciodniowej Izraelczycy przejęli kontrolę nad tymi ziemiami, w miejscu zniszczonego osiedla Bet ha-Arawa wystawiono pomnik. Następnie, w lipcu 1980 przy skrzyżowaniu strategicznych dróg założono wojskowy posterunek graniczny, w którym mieszkali rolnicy-żołnierze Nahal. Był on położony około 4 km na zachód od pierwotnej lokalizacji kibucu Bet ha-Arawa. W dniu 14 listopada 1983 rząd zgodził się na przekazanie posterunku pod utworzenie całkowicie cywilnej osady rolniczej, której docelową wielkość zaplanowano na 120 rodzin (w pierwszej fazie 30 rodzin). Wdrożenie tego planu powiodło się dopiero we wrześniu 1986. Żydowski Fundusz Narodowy udzielił pomocy przy pracach związanych z odsalaniem ziemi i uzdatnianiem jej do celów rolnictwa.
W 2008 zatwierdzono plan budowy muru bezpieczeństwa w tej okolicy. Ma on rozdzielić żydowskie osiedla od terytorium przyznanego Autonomii Palestyńskiej, jednak jak do tej pory jeszcze on nie powstał. Dalsze istnienie kibucu jest uzależnione od ustaleń ewentualnego traktatu pokojowego izraelsko-palestyńskiego.

## Edukacja
Kibuc utrzymuje przedszkole. Starsze dzieci są dowożone do szkoły podstawowej znajdującej się w sąsiednim kibucu Kalja.

## Turystyka
Rejon kibucu posiada wiele turystycznych walorów, z których najważniejszym jest Morze Martwe i możliwość kąpieli w słonej wodzie. W odległości około 5 km na północ, znajduje się przypuszczalne miejsce w którym jak twierdzi tradycja, Jezus Chrystus wziął chrzest w rzece Jordan. W odległości 3,5 km na południowy zachód, znajduje się meczet Nabi Musa, uznawany przez muzułmanów za miejsce pochówku Mojżesza. W odległości 7 km na południe od kibucu znajduje się miejsce Kumran, w którym odnaleziono rękopisy z Qumran.

## Gospodarka
Gospodarka kibucu opiera się na uprawach szklarniowych i obsłudze ruchu turystycznego.

## Komunikacja
Z kibucu wychodzi lokalna droga, którą jadąc na południe dojeżdża się do skrzyżowania z drogi nr 1  (Tel Awiw–Jerozolima-Bet ha-Arawa), która na południowy wschód od kibucu krzyżuje się z drogą nr 90  (Metulla-Ejlat).